# Hr3 Clubnight
Die  hr3 Clubnight (später nur Clubnight) war eine DJ-Sendung, die 1990 von Markus Hertle für den hessischen Radiosender hr3 realisiert und ins Leben gerufen wurde. Der hr-Sender You FM setzte die Clubnight nach 24 Jahren im Juni 2014 ab. Neben einigen regionalen Newcomern, beispielsweise Tom Novy und Boris Dlugosch, legten auch international bekannte DJs wie Paul van Dyk, Carl Cox oder Dave Clarke im Laufe der Jahre in der Clubnight auf.
Die Clubnight galt bald nach ihrer Gründung als Plattform der wachsenden Frankfurter Clubszene. Die Sendung wurde in der Regel mit sparsamer Moderation ohne Werbung und Nachrichten übertragen. Je nach DJ wurde in der Sendung ein breites Spektrum an clubtauglichen Musikrichtungen wie Hip-Hop, Rap, Techno, Trance und Trip-Hop gespielt. Regelmäßig wurden Techno-Events (bspw. Sound of Frankfurt oder ab 1993 vom Hessentag) live übertragen. Die Sendung wurde auch aus Clubs wie dem Aufschwung Ost / Stammheim, Dorian Gray oder Omen übertragen.

## Geschichte
Geistiger Vater der Sendung ist Jörg Albrecht. Die Sendung wurde von den Hessischen Rundfunk-Redakteuren Jörg Seebold (bis 1998), Martin Fuhrmann (bis 2006) und Raoul Hecker (bis 2010) jeweils im Wechsel produziert, bei Außenveranstaltungen durch diese meist gemeinsam. Ab 2001 bis 2007 war mit Oliver Heil erstmals ein Redakteur mit einer Vollzeitstelle für die Sendung zuständig, danach übernahm Frank Eckert (DJ Franksen).
Erstmals fand die hr3 Clubnight am 5. Mai 1990 mit Torsten Fenslau statt. Auf hr3 war die Sendung in den Jahren 1990 bis 2001 jeden Samstag von 21 bis 24 Uhr zu hören. Resident DJs der ersten Jahre waren Torsten Fenslau, Sven Väth, Lady D., Chilly T. und Heinz Felber, später kamen Mark Spoon, DJ Dag, Talla 2XLC und Ulli Brenner hinzu.
Ab 1998 wurde die Sendung zeitgleich auf den Radiosendern hr XXL und hr3 übertragen, ab Mai 2001 nur noch auf hr XXL. Zudem gab es bei den hr XXL-Ausstrahlungen ab 2002 keine Unterbrechungen durch Verkehrsmeldungen mehr, ein Novum im öffentlich-rechtlichen Rundfunk seinerzeit. Am Osterwochenende wurde jeweils ein hr XXL-Ostermarsch veranstaltet, der ein ähnliches Format wie die Clubnight besaß. hr XXL wurde am 1. Januar 2004 im Zuge eines Imagewechsels in YOU FM - Young Fresh Music umbenannt. Die Resident DJs waren nun – bis zu seinem Tode – Mark Spoon, DJ Dag, bis 2003 Talla 2XLC sowie Tom Wax, Pascal F.E.O.S. und Chris Liebing.
Von Mai 2001 bis Oktober 2007 wurde die Clubnight zudem samstagnachts im hr-fernsehen ausgestrahlt. Auf dem ursprünglichen Sendeplatz bei hr3 waren nachfolgend Heinz Felber und Lady D. und weitere DJs mit der Sendung hr3 Partygrooves aktiv, die am 29. September 2007 letztmals mit DJ Joerck stattfand.
Bei YOU FM wurde die Dauer einer Clubnight-Sendung von drei auf zwei Stunden verkürzt. Allerdings begann die YOU FM-Clubnight ab Ende 2006 bereits um 20 Uhr mit einem zweistündigen Warmup des Clubnight-Hosts DJ Franksen, die unter anderem DJ-Interviews, Ausgehtipps und Plattenvorstellungen beinhaltete. Um 22 Uhr folgte die sogenannte Peak Time mit dem jeweiligen Gast-DJ, welche ebenfalls zwei Stunden dauerte. Zusammen mit dem „Rewind“ (Wiederholung der Sendung) der Vorwoche und der Sendung Clubnight Tracks wurden zu der Zeit samstags etwa 9 Stunden elektronische Musik am Stück übertragen. Die Clubnight setzte in den letzten Jahren eher auf Newcomer, dennoch waren trotz Umstellung des Senders und dem Wechsel einer Generation DJs wie beispielsweise Gayle San, Chris Liebing, DJ Karotte, Toni Rios, Frank Lorber, Ian Pooley oder Tom Wax auch immer noch gelegentlich vertreten.
Anfang Juni 2014 verkündete der letzte Clubnight-Moderator „Franksen“ das Ende der Sendung mit der Hessentags-Ausgabe aus Bensheim. Der hr begründete die Absetzung mit mangelnder Nachfrage an Gast-DJs, außerdem habe sich das Konzept überlebt.
Eine am 9. Juni 2014 gestartete Petition zum Erhalt der Clubnight scheiterte einen Monat später am selbst gesteckten Quorum.

## Aufzeichnungen
Der Hessische Rundfunk zeichnete die ersten Jahre die Clubnights auf Audiokassetten auf. Ab etwa 1996 folgten Minidiscs, bisweilen auch im Mono-Modus. Seit 1998 wurden regelmäßig DAT-Kassetten beschrieben. 2001 erfolgte die parallele Aufzeichnung in das Sendersystem D'Accord, einem MP2-Format, von dem dann der Rewind der folgenden Woche gezogen wurde, die dann jedoch wieder automatisiert gelöscht wurde.
Als erste DJ-Sendung veröffentlichte die Clubnight jeweils kurz nach der Sendung die gespielte Titelabfolge. Diese „Playlist“ wurde durch den Hessischen Rundfunk originär zu Abrechnungszwecken mit den Verwertungsgesellschaften GEMA und GVL erstellt. Diese akribisch geführten, minutiösen Aufstellungen kursieren seitdem im Internet.

## Mix-Compilations
- hr3 Clubnight Volume 1 presents: 24 Clubnight Classics mixed by DJ Dag[5]
- hr3 Clubnight Volume 2 mixed by Talla 2XLC
- hr3 und hr XXL Clubnight Volume 3 mixed by Mark Spoon
- hr3 und hr XXL Clubnight Volume 4 mixed by Pascal F.E.O.S.
- XXL Clubnight Volume 5 mixed by Tom Novy